# Ophryops medius
Ophryops medius är en skalbaggsart som först beskrevs av Thomas Broun 1913.  Ophryops medius ingår i släktet Ophryops och familjen långhorningar. Inga underarter finns listade i Catalogue of Life.